# Apopyllus silvestrii
Apopyllus silvestrii är en spindelart som först beskrevs av Simon 1905.  Apopyllus silvestrii ingår i släktet Apopyllus och familjen plattbuksspindlar. Inga underarter finns listade i Catalogue of Life.